# Labeo ansorgii
Labeo ansorgii е вид лъчеперка от семейство Шаранови (Cyprinidae).

## Разпространение
Видът е разпространен в Ангола и Намибия.